# Albert Lucas
Albert Lucas (1960) è un giocoliere statunitense.

## Biografia
È considerato uno dei più grandi giocolieri di tutti i tempi, ed è stato tra i primi promotori della giocoleria sportiva, caldeggiando un suo ingresso tra le discipline dimostrative nei Giochi olimpici, attraverso l'International Sport Juggling Federation da lui fondata.
In passato è stato detentore di numerosi record mondiali, sia nel cosiddetto Numbers Juggling, in cui ciascun giocoliere tenta di giocolare il maggior numero di oggetti per il maggior intervallo di tempo possibile, sia nelle gare di resistenza a 5 clave. Al momento detiene solamente il record riguardante il maggior numero di cerchi giocolati, con 12 prese a 12 cerchi e 13 prese a 13 cerchi.
Mentre i suoi record a 10 palle, e a 5 clave sono stati migliorati negli ultimi anni, rispettivamente, da Bruce Sarafian per quanto riguarda le 10 palle, e da Thomas Dietz per quanto concerne le 5 clave.
Erroneamente gli viene attribuita l'invenzione di un trick (ossia un esercizio) molto diffuso nelle esibizioni dei giocolieri, vale a dire il cosiddetto "albert" che consiste nel lanciare la clava dopo averla fatta passare, da davanti a dietro, all'incrocio delle gambe e tenendo la clava stessa per il suo pomello, senza alzare minimamente le gambe. E di conseguenza anche il movimento inverso, da dietro a davanti, detto per contrapposizione "trebla" (albert al contrario). In effetti questo movimento era presente in show di giocolieri russi già molti anni prima che Albert Lucas lo portasse nei propri spettacoli degli anni ottanta.